# Orthothérapie
L'orthothérapie est une approche de soins manuels combinant principalement des techniques issues de la kinésithérapie et de la massothérapie. Elle s’intéresse particulièrement aux douleurs associées aux muscles et aux articulations, dans une perspective d’amélioration de la mobilité et de la posture. Le terme « orthothérapie » tire son origine du préfixe grec ortho-, signifiant « droit » ou « correct », ce qui évoque la visée posturale qui caractérise cette pratique.

## Applications thérapeutiques
L'orthothérapie s'adresse aux personnes présentant des inconforts musculaires ou articulaires pouvant être liés à des tensions chroniques, à une posture inadéquate, à un mode de vie sédentaire, à des mouvements répétitifs, à certains trouble musculosquelettique (TMS) ou encore à des inconforts pouvant faire suite à une blessure. Elle s’intéresse notamment aux déséquilibres musculosquelettiques susceptibles de contribuer à des douleurs localisées, telles que les maux de dos, les céphalées de tension, les crampes, les raideurs musculaires ou certains inconforts associés à des tendinopathies ou à des douleurs sciatiques. Dans une optique préventive, l’orthothérapie pourrait également s’intégrer à la routine d’entretien musculaire des personnes actives ou sportives, afin de préparer le corps à l'effort et de favoriser la récupération.
L'orthothérapie vise principalement à soulager les douleurs musculo-articulaires et à atténuer les effets du stress sur le corps. Certains effets bénéfiques sont également évoqués en lien avec l’amélioration de la qualité du sommeil. Toutefois, ces bienfaits doivent être interprétés avec prudence, car les données cliniques spécifiques démontrant l’efficacité de l’orthothérapie dans ces domaines demeurent limitées.

### Déroulement d'un traitement d'orthothérapie
Un traitement d'orthothérapie débute généralement par l'évaluation de l’état du client à l’aide d’un questionnaire santé, de l'observation de la posture et de la démarche, ainsi que d’une palpation musculaire et d’une analyse des amplitudes de mouvement. Le soin comprend ensuite un massage thérapeutique en profondeur (souvent de type suédois intramusculaire), ciblant les tensions musculaires associées à des troubles musculosquelettiques. 
L'orthothérapeute procède ensuite à des mobilisations articulaires douces effectuées dans le respect des amplitudes physiologiques normales. Celles-ci peuvent être : 
- passives : le thérapeute mobilise la zone sans participation active du client ;
- actives : le client effectue lui-même le mouvement ;
- contrariées : le thérapeute applique une résistance contrôlée au mouvement initié par le client.

Les mobilisations sont réalisées de manière progressives et sans douleur.  
Enfin, l'orthothérapeute peut proposer une prise en charge incluant un nombre de séances recommandé ainsi que des exercices ou soins à domicile, dans le but de prolonger les effets de la séance et de soutenir la récupération.

## Historique

### Au Québec
Le nom orthothérapie a été introduit dans les années 1970 par le Dr Arthur Albert Michele, un orthopédiste américain, qui l’a utilisé dans le titre de son ouvrage Orthotherapy : Pain is not normal. Au Québec, la première école d'orthothérapie a été fondée en 1976 par Yves Paré,,. Depuis, plusieurs établissements privés au Québec et ailleurs au Canada ont intégré l’orthothérapie à leurs programmes de formation en thérapie manuelle.
La formation en orthothérapie, telle qu’elle est offerte au Québec et au Canada, ne correspond pas à une formation équivalente en France, où les soins musculosquelettiques relèvent plutôt de la kinésithérapie, une profession réglementée et encadrée par un ordre professionnel.

### Dans le reste du Canada
L’orthothérapie est une approche développée au Québec, où elle est principalement pratiquée. Bien qu’une Fédération canadienne des orthothérapeutes ait été fondée en 1998 pour en promouvoir la reconnaissance nationale, sa diffusion demeure limitée ailleurs au Canada.
En dehors du Québec, l’orthothérapie est généralement considérée comme une spécialisation avancée de la massothérapie plutôt que comme une profession distincte. Elle n’est encadrée par aucun statut ou règlementation provinciale officielle hors Québec.
Les associations professionnelles reconnues pour l’orthothérapie, notamment par les assureurs, sont toutes basées au Québec, comme la Fédération canadienne des orthothérapeutes et le Syndicat professionnel des orthothérapeutes du Québec.
À l’échelle fédérale, Emploi et Développement social Canada classe cette pratique dans la catégorie des massothérapeutes (CNP 32201).

## Écoles de formation
Au Québec et au Canada, l’orthothérapie est enseignée dans divers établissements privés spécialisés en techniques corporelles. Ces formations combinent généralement des notions de massothérapie avancée, d’anatomie fonctionnelle et de mobilisations articulaires, souvent inspirées de la kinésithérapie.
La durée et le contenu des programmes peuvent varier d’un établissement à l’autre, en raison de l’absence de cadre réglementaire commun ou de norme de formation établie par une autorité centralisée. Toutefois, plusieurs associations exigent un minimum d’heures de formation en massothérapie et en orthothérapie pour accepter un membre dans cette spécialisation.
Plusieurs établissements offrent des formations en orthothérapie au Québec, notamment :
- Académie de massage scientifique (AMS)
- Académie de massage et d'orthothérapie (AMO)
- Écoles MKO (Massothérapie, Kinésithérapie, Orthothérapie)
- École de massothérapie et kinésithérapie l'Hêtre (Québec)

À l’issue de sa formation, le diplômé peut porter le titre (non réservé) d’orthothérapeute. Pour que ses clients puissent recevoir des remboursements d’assurance, il doit être membre d’une association professionnelle reconnue.

## Associations professionnelles
Au Québec, bien que la profession d’orthothérapeute ne soit pas encadrée par un ordre professionnel, plusieurs associations reconnues encadrent la pratique à travers des exigences de formation, des normes de déontologie et l’émission de reçus pour les assurances. L’adhésion à l’une de ces associations est généralement requise pour que les clients puissent obtenir un remboursement de leurs traitements auprès des assureurs. Les orthothérapeutes peuvent ainsi être reconnus à titre de membres dans ces associations, ce qui leur permet de remettre des reçus d’assurance sous cette désignation, tant que leur formation respecte les critères exigés.
Parmi les associations professionnelles qui reconnaissent l’orthothérapie, on retrouve notamment :
- RMPQ – Réseau des massothérapeutes professionnels du Québec
- RITMA – Regroupement des intervenants et thérapeutes en médecine alternative
- AISNAC – L’Alliance des intervenants en soins naturels et en approche corporelles inc.
- RMQ – Regroupement des massothérapeutes du Québec
- AMIS-N inc. – Agence pour massothérapeutes et intervenants en santé naturelle inc.